# Dinopium javanense
Dinopium javanense е вид птица от семейство Picidae.

## Разпространение
Видът е разпространен в Бангладеш, Бруней, Виетнам, Индия, Индонезия, Камбоджа, Китай, Лаос, Малайзия, Мианмар, Сингапур и Тайланд.